# Alexandre Bachelet

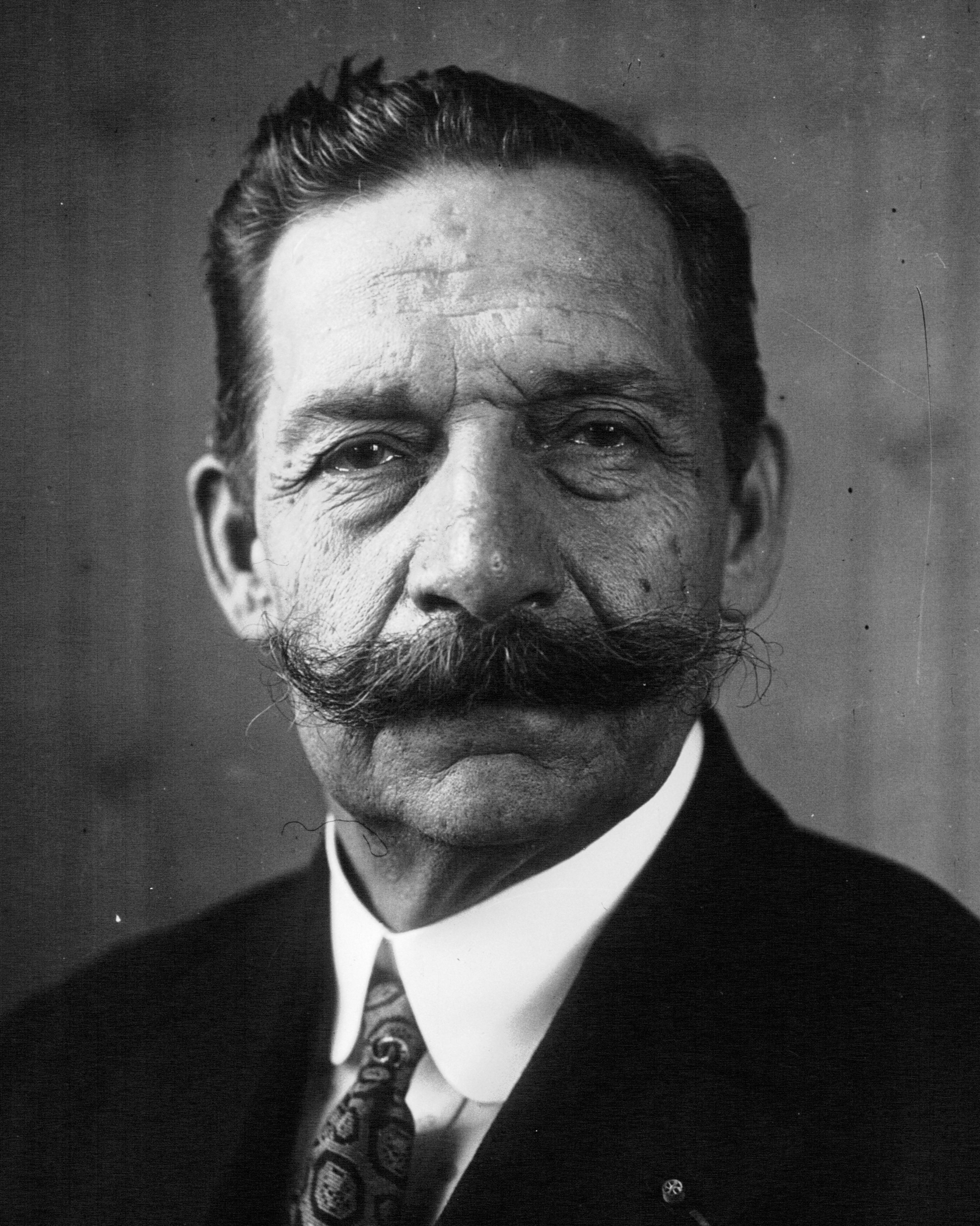
Alexandre Bachelet 1927

Alexandre Bachelet (* 6. Januar 1866 in Saudemont; † 1. August 1945 in Paris) war ein französischer Politiker. Er gehörte zu den 80 Abgeordneten, die sich 1940 den erweiterten Vollmachten für Philippe Pétain widersetzten.

## Leben
Alexandre Bachelet, Sohn eines Arbeiters, folgte seinen Eltern, die sich in Saint-Ouen-sur-Seine in der Nähe von Paris niederließen. Er wurde selbst Arbeiter, bereitete sich aber auf das Grundschulpatent vor, erhielt es und wurde Studieninspektor am Lycée Chaptal in Paris.
Er war ein sozialistischer Aktivist (nach der Vereinigung trat er der Section française de l’Internationale ouvrière bei) und Freimaurer. Er verfasste Broschüren über die Zunftbewegung, die Gewerkschaftsorganisation und sozialistische Theorien. Eine davon, La doctrine collectiviste et ses moyens d’application war ein gewisser Erfolg. 1912 wurde er Gemeinderat und stellvertretender Bürgermeister von Saint-Ouen. Im selben Jahr wurde er Generalrat des Departements Seine und Sekretär des Generalrats. Während des Ersten Weltkriegs kehrte er 1914 zu seinem Posten als leitender Offizier eines Krankenhauses zurück und wurde erst 1919 aus der Armee entlassen.
Nach dem Kongress von Tours trat er der Kommunistischen Partei bei, wurde aber bereits im Januar 1923 ausgeschlossen, unter anderem weil er sich weigerte, aus der Freimaurerei auszutreten. Von da an war er in politischen Bewegungen aktiv, die zwischen der KP und der SFIO angesiedelt waren: zunächst in der Parti communiste unitaire, dann im Zentralkomitee der Union socialiste communiste und schließlich ab 1930 in der Parti d’unité prolétarienne (PUP).
Als erfolgloser Kandidat des Linkskartells bei den Parlamentswahlen von 1924 behielt er jedoch seine lokalen Mandate. Mit den Stimmen der kommunistischen Abgeordneten, zu denen er gute persönliche Beziehungen unterhielt, wurde er 1927 zum Senator gewählt. 1936 wurde er wiedergewählt. Am 31. Januar 1937 stimmte er der Fusion der PUP mit der SFIO zu.
Nach der Unterzeichnung des Deutsch-sowjetischen Nichtangriffspakts war er einer der wenigen SFIO-Senatoren, die den kommunistischen Abgeordneten Marcel Cachin während der Debatten über den Ausschluss von Abgeordneten der Kommunistischen Partei in den Sitzungen vom 19. Januar und 29. Februar 1940 inmitten der damals vorherrschenden antikommunistischen Stimmung öffentlich begrüßten. Der kommunistische Abgeordnete Florimond Bonte ehrte ihn 1949, indem er seinen Mut lobte.

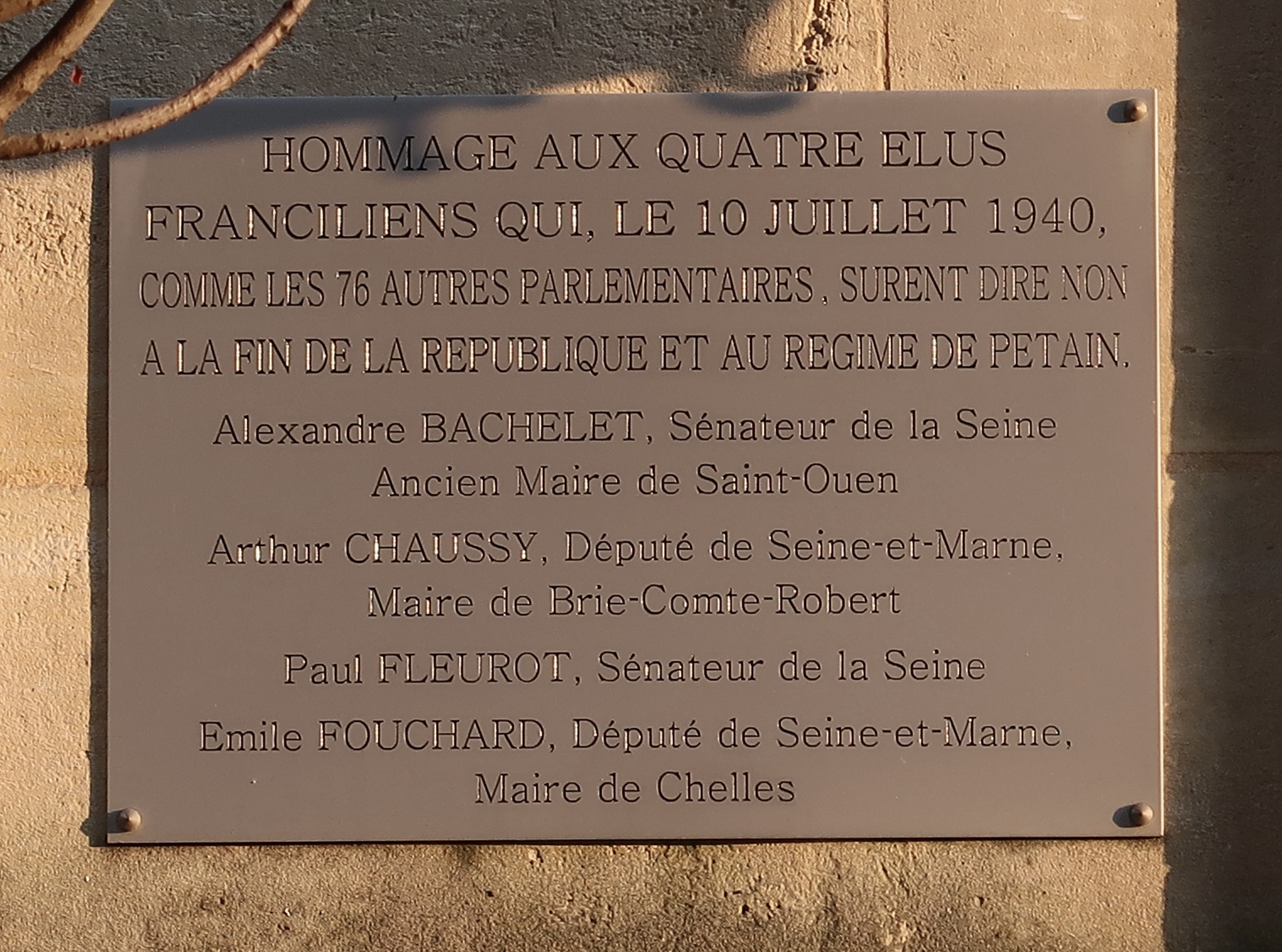
Plakette 10. Juli 1940, Rue de Babylone 57

Am 10. Juli 1940 stimmt er gegen die Vollmachten für Marschall Pétain. Aufgrund seines Alters beteiligt er sich nicht an der Résistance. Er war jedoch Präsident des lokalen Befreiungskomitees und Bürgermeister von Saint-Ouen von August 1944 bis Mai 1945, als die von ihm geführte SFIO-Liste der kommunistischen Liste unterlag. Er starb kurz darauf und wurde auf dem städtischen Friedhof von Saint-Ouen beigesetzt.

## Ehrungen
Bachelet war Ritter der Ehrenlegion.